# Rumvejr
Rumvejr er konceptet af skiftende miljøbestemte forhold i det ydre rum. Det adskiller sig fra konceptet omkring vejr inden for en planets atmosfære og påvirkes af fænomener, som involverer den omsluttende plasma, magnetiske felter, stråling og andre fysiske stoffer i rummet. "Rumvejr" betyder ofte implicit vejret i det ydre rum tæt på Jorden, men det er også studeret interplanetarisk (og somme tider i det interstellare rum).